# Будилівська сільська рада (Снятинський район)
| Будилівська сільська рада — колишній орган місцевого самоврядування у Снятинському районі Івано-Франківської області з адміністративним центром у с. Будилів. Водоймища на території, підпорядкованій даній раді: річка Прут. 17.10.1954 облвиконком рішенням № 744 передав у Снятинському районі хутір Малі Микулинці з Будилівської сільської ради до Потічківської сільської ради. Відновлена сільрада 14 червня 1994 року. Сільській раді були підпорядковані населені пункти: - с. Будилів |

## Склад ради
Рада складалася з 20 депутатів та голови.

### Керівний склад ради
| ПІБ                       | Основні відомості                                                                     | Дата обрання | Дата звільнення |
| ------------------------- | ------------------------------------------------------------------------------------- | ------------ | --------------- |
| Пік Володимир Ярославович | Сільський голова, 1978 року народження, освіта, член Української Народної Партії      | 26.03.2006   | 31.10.2010      |
| Пік Володимир Ярославович | Сільський голова, 1978 року народження, освіта вища, член Української Народної Партії | 31.10.2010   |                 |

Примітка: таблиця складена за даними джерела